# Nuclear Energy Institute
Nuclear Energy Institute (NEI) är en amerikansk branschorganisation som företräder den amerikanska kärnkraftsindustrin. NEI hade 336 medlemmar för mars 2023. Medlemmarna är främst företag inom kärnkraft men även advokatbyråer, finansbolag, försäkringsbolag, lärosäten, organisationer samt myndigheter.
Branschorganisationen grundades 1994 i och med en fusion mellan American Nuclear Energy Council, Nuclear Utility Management and Resources Council, U.S. Council on Energy Awareness samt kärnkraftsdelen av Edison Electric Institute.